# Jacqueline Novogratz
Jacqueline Novogratz, née le 15 mars 1961, est une femme d'affaires américaine, fondatrice et PDG d’Acumen, un fonds de capital-risque à but non lucratif dont le but de combattre la pauvreté à l’échelle mondiale en soutenant des entrepreneurs.

## Biographie

### Jeunesse
Jacqueline Novogratz est née aux États-Unis en 1961. Elle a obtenu une licence d’économie et de relations internationales à l’université de Virginie et un MBA à la Stanford Graduate School of Business. À 25 ans, elle quitte son poste de cadre à la Chase Manhattan Bank pour partir au Rwanda afin de se lancer dans le financement de micro-crédit.

### Carrière dans l’économie solidaire
Jacqueline Novogratz a commencé par travailler comme directrice des projets spéciaux à la Fondation Rockefeller où elle a créé les programmes The Philanthropy Workshop et The Next Generation Leadership program. 
En 1986, Jacqueline Novogratz co-fonde Duterimbere, une entreprise de micro-crédit au Rwanda.
En 2001, Jacqueline Novogratz lance Acumen, un fonds de placement à but non lucratif. Début 2017, Acumen avait investi 110 millions de dollars dans 100 entreprises de 12 nationalités différentes (Ouganda, Kenya, Ghana, Pakistan, Inde, Colombie, États-Unis, etc.).
En 2009, Jacqueline Novogratz a écrit The Blue Sweater: Bridging the Gap between Rich and Poor. Le livre raconte comment elle est passée du secteur de la finance au secteur de l’économie sociale et solidaire. Le titre du livre lui a été inspiré par son expérience au Rwanda, lorsqu’elle a retrouvé un pull bleu qu’elle avait donné à une association lorsqu’elle avait 12 ans sur un petit garçon rwandais. 
En décembre 2011, Jacqueline Novogratz a fait la couverture du Forbes américain. En 2015, Fast Company la nomme parmi les dix dirigeants d'entreprises à but non lucratif les plus innovants. En 2017, Forbes la compte parmi les 100 meilleurs penseurs de l'économie. Elle a été invitée à plusieurs reprises à des conférences TED notamment en 2009 à TED@State où elle s’est exprimée pendant 15 min sur « une troisième voie pour réfléchir à l’aide humanitaire » et au Forum économique mondial en 2016.
Jacqueline Novogratz a travaillé comme consultante auprès de l’UNICEF et de la Banque mondiale dans divers pays africains. Elle est administratrice de l’Institut Aspen, et fait partie du membre du conseil consultatif du journal de la Stanford Graduate School of Business.